# Kukuihaele
Kukuihaele és una concentració de població designada pel cens dels Estats Units a l'estat de Hawaii. Segons el cens del 2000 tenia 317 habitants.

## Demografia
Segons el cens del 2000, Kukuihaele tenia 317 habitants, 106 habitatges, i 77 famílies La densitat de població era de 72,47 habitants per km².
Dels 106 habitatges en un 31,1% hi vivien nens de menys de 18 anys, en un 52,8% hi vivien parelles casades, en un 13,2% dones solteres, i en un 27,4% no eren unitats familiars. En el 22,6% dels habitatges hi vivien persones soles el 16,0% de les quals corresponia a persones de 65 anys o més que vivien soles. El nombre mitjà de persones vivint en cada habitatge era de 2,99 i el nombre mitjà de persones que vivien en cada família era de 3,49.
Per edats la població es repartia de la següent manera: un 24,6% tenia menys de 18 anys, un 10,1% entre 18 i 24, un 24,3% entre 25 i 44, un 23,0% de 45 a 64 i un 18,0% 65 anys o més.
L'edat mediana era de 39,6 anys. Per cada 100 dones hi havia 101,91 homes. Per cada 100 dones de 18 o més anys hi havia 102,54 homes.
La renda mediana per habitatge era de 38.750 $ i la renda mediana per família de 40.833 $. Els homes tenien una renda mediana de 28.750 $ mentre que les dones 22.353 $. La renda per capita de la població era de 15.623 $. Aproximadament l'11,0% de les famílies i el 14,9% de la població estaven per davall del llindar de pobresa.

## Poblacions properes
El següent diagrama mostra les poblacions més properes.